# Argenx
Argenx est une société pharmaceutique belgo-néerlandaise spécialisée dans l’immunologie.

## Historique
En 2008, la société Argenx, installée à Gand, est créée par trois scientifiques : Tim Van Hauwermeiren, ancien cadre d’Ablynx et deux de ses collègues, Hans de Haard, et Torsten Dreier. Ils ont pour ambition de mettre sur le marché de nouveaux médicaments pour traiter les maladies auto-immunes. A travers une collaboration avec des chercheurs, dont la scientifique Sally Ward (en), ils mettent au point une nouvelle génération de médicaments ciblant les auto-anticorps Immunoglobuline G. 
Afin de financer la recherche, le développement, la demande d'autoritsation de mise sur le marché et la commercialisation de leurs médicaments, la société est introduite en bourse aux Etats-Unis (Nasdaq), et en Belgique (Bourse de valeurs de Bruxelles) où elle intègre à partir de juin 2018 le BEL20.
En 2021, elle reçoit l'autorisation de mise sur le marché américain de la Food and Drug Administration pour un premier médicament, le Vyvgart (principe actif : efgartigimod alfa), destiné au traitement de la myasthénie,.
En 2023, l'entreprise subit deux échecs visant à élargir les indications de son médicament vedette Vyvgart : les études cliniques pour le traitement de purpura thrombogénique immunologique (ou PTI) puis du pemphigus ne sont pas concluantes,.